# Acacia melanoxylon
A Acacia melanoxylon, também chamada no Brasil de acácia-negra ou acácia-preta, é uma espécia de acácia nativa da Austrália oriental, caracterizada por sua alta estatura, chegando a medir 45 metros de altura.
O nome acácia é dado a várias espécies de árvores  do gênero Acacia pertencentes a família Leguminosae e a subfamília Mimosoideae.
Em Portugal é chamada Acácia-da-austrália e tem carácter invasor, propagando-se por sementes. A época de floração é no início da Primavera (Março, Maio), apresentando a floração a cor creme. O fruto é uma vagem em forma de S. Não tem exigências quanto ao tipo de solo, mas prefere solos ácidos. Sofre em situações de seca. Encontrada isolada ou em grupo. Tem um crescimento rápido, sendo considerada uma árvore de médio porte — altura: 10 a 15 m — diâmetro: 7 m.
Árvore de folha persistente, robusta, de porte erecto e simétrico, de copa densa. Os ramos são geralmente horizontais ou um pouco pendentes. As folhas são elípticas, lanceoladas ou oblanceoladas, de 6 a 14 cm de comprimento, um pouco coriáceas, de cor verde escura, com 3 a 5 nervuras longitudinais e ápice agudo ou obtuso. Nos exemplares jovens é característico o polimorfismo folear. As inflorescências surgem em ramos axilares mais curtos que os filódios, são capítulos globosos de um amarelo pálido ou creme com 5 a 10 mm de diâmetro.